# حباك نيليكورفي
حباك نيليكورفي (الاسم العلمي: Ploceus nelicourvi) نوع من الطيور الصغيرة من فصيلة الحباك، متوطن في مدغشقر.